# 564 (szám)
Az 564 (római számmal: DLXIV) egy természetes szám.

## A szám a matematikában
A tízes számrendszerbeli 564-es a kettes számrendszerben 1000110100, a nyolcas számrendszerben 1064, a tizenhatos számrendszerben 234 alakban írható fel.
Az 564 páros szám, összetett szám, kanonikus alakban a 22 · 31 · 471 szorzattal, normálalakban az 5,64 · 102 szorzattal írható fel. Tizenkettő osztója van a természetes számok halmazán, ezek növekvő sorrendben: 1, 2, 3, 4, 6, 12, 47, 94, 141, 188, 282 és 564.
Az 564 négyzete 318 096, köbe 179 406 144, négyzetgyöke 23,74868, köbgyöke 8,26215, reciproka 0,0017730. Az 564 egység sugarú kör kerülete 3543,71651 egység, területe 999 328,05674 területegység; az 564 egység sugarú gömb térfogata 751 494 698,7 térfogategység.